# Münsterlingen
Münsterlingen is een gemeente en plaats in het Zwitserse kanton Thurgau, en maakt deel uit van het district Kreuzlingen. Münsterlingen telt 2459 inwoners.

## Geboren
- Steffi Häberlin (1997), wielrenster

## Overleden
- Maria Dutli-Rutishauser (1903-1995), schrijfster